# اردال (آیووا)
اردال (به انگلیسی: Aredale) شهری در ایالت آیووا کشور ایالات متحده آمریکا است که جمعیت آن در سرشماری سال ۲۰۱۰ میلادی، ۷۴ نفر بوده‌است.